# Teodor Batthyány (manufakturist)
Teodor Batthyány (Baćan) (Rohunac, 15. listopada 1729. − Beč, 18. lipnja 1812.) je bio hrvatski plemić iz obitelji Batthyány (Baćana). Sin je ugarskog palatina Ludviga i suprug Filipine Esterházy. Grof iz Novog Grada u Gradišću. Puno ime na mađarskom je Batthyány Tódor Ferenc Xavér Emmerik Félix János Nepomuk.
Bio je jedan od prvih manufakturista i pionira poduzetništva u Hrvatskoj. Dao je podići brodogradilište na Kupi (Brod na Kupi). U posjedu Ozlju je vodio nekoliko gospodarskih objekata: manufakturu leonskih proizvoda, platna, oranžeriju i ciglanu. Objekte je podigao na imanjima koja je kupio od R. Perlasza 1766. (Ozalj, Brod na Kupi i Grobnik te imanje Slapno). Batthyány su držali ta vlastelinstva do 1872. kad ih je Gustav Batthyány prodao obitelji Thurn-Taxis (Viktoriji Thurn-Taxis).
Bio je dioničar Temišvarske privilegirane kompanije za unapređenje trgovine. U Brodu je uložio veliki novac u oveću željezaru.
Član pozdravne delegacije Hrvatskog sabora upućenoj novoimenovanu banu Franji Nádasdyju. Obnašao je dužnost savjetnika Ugarske kancelarije u Beču od 1759. godine. Uprava grada Rijeke ga je 1776. proglasila zaštitnikom grada.

## Vanjske poveznice
- József Szinnyei: Batthyány Tódor (németujvári gróf), Magyar írók élete és munkái I. (Aachs–Bzenszki). Budapest: Hornyánszky. 1891.
- Teodor Batthyány Hrvatska tehnička enciklopedija, portal hrvatske tehničke baštine. LZMK